# Thinophilus achilleus
Thinophilus achilleus är en tvåvingeart som beskrevs av Josef Mik 1900. Thinophilus achilleus ingår i släktet Thinophilus och familjen styltflugor. Inga underarter finns listade i Catalogue of Life.